# The Floor
The Floor is een Nederlands televisieprogramma dat in het voorjaar uitgezonden wordt door RTL 4 en online te bekijken is via Videoland. De presentatie van het programma was in handen van Edson da Graça. In mei 2025 nam Carlo Boszhard het van hem over.
In maart 2025 kwam het programma met een speciale uitzending met bekende Nederlanders, deze werd uitgezonden onder de titel The Floor VIPS.

## Format
In het programma ontvangt de presentator honderd kandidaten in de studio. De honderd kandidaten hebben voor de opnames elk zelf een onderwerp toegewezen gekregen, daarnaast krijgt iedere kandidaat vervolgens in de studio zijn eigen vak op "de vloer", een interactieve led-vloer.
Om het spel te starten kiest de computer willekeurig één kandidaat op "de vloer", deze kandidaat krijgt vervolgens te horen wat de onderwerpen zijn van de kandidaten in de aangrenzende vakken. Deze onderwerpen verschijnen hierbij ook op de "vloer". De kandidaat kan hieruit één onderwerp kiezen en moet vervolgens tegen die kandidaat strijden. De twee kandidaten verlaten "de vloer" en belanden op het podium. 
Op het podium krijgen de kandidaten ieder 45 seconden de tijd waarin ze om de beurt een foto te zien krijgen betreffende het gekozen onderwerp, ze moeten vervolgens raden wat er op de foto afgebeeld wordt. Vanaf het tweede seizoen bestaan de duels niet alleen uit fotovragen, maar ook uit open vragen, audiofragmenten, meerkeuzevragen of associatievragen (setjes van vier associaties die leiden naar een bepaald onderwerp of begrip). De kandidaten wisselen pas met antwoord geven zodra er een antwoord correct is. Weet een kandidaat een antwoord niet dan kan die passen, behalve bij meerkeuzevragen. Als er wordt gepast, wordt het goede antwoord gegeven en moet de kandidaat drie seconden wachten voor de nieuwe vraag komt. Bij meerkeuzevragen geldt dit als er een fout antwoord wordt gegeven. Degene bij wie de tijd het eerste op is ligt uit het spel.
De kandidaat die wint krijgt het/de vakje(s) van de verliezende kandidaat op "de vloer" erbij. Als de uitdager verliest krijgt de tegenstander ook zijn/haar categorie toegewezen. Verliest de uitgedaagde kandidaat, dan houdt de uitdager zijn/haar categorie. Daarnaast krijgt hij of zij de keuze om door te spelen of terug te keren naar "de vloer". Als de kandidaat niet door wil gaan dan kiest de computer willekeurig een nieuwe kandidaat. In het eerste seizoen kon daarbij iedereen gekozen worden. Vanaf het tweede seizoen is dit aangepast en kan alleen een kandidaat gekozen worden die nog geen duel heeft gespeeld. Als de kandidaat wel door wil gaan dan krijgt hij extra keuzes aan onderwerpen erbij omdat zijn vak op "de vloer" is gegroeid en dus meer andere aanliggende vakken heeft. Vanaf het derde seizoen kan de kandidaat een "golden square" krijgen door drie duels achter elkaar te winnen. Hierbij kan de kandidaat niet tussendoor naar de vloer gaan, om direct daarna weer uitgedaagd te worden. Daarmee krijgt hij/zij 5 seconden extra tijd, die in een volgend duel gebruikt kunnen worden. Deze "golden square" wordt op de vloer zichtbaar als het vlak van deze kandidaat grenst aan het vlak van een mogelijke uitdager. Zodra de categorieën waaruit deze uitdager kan kiezen op de vloer worden getoond, licht het vlak van de betreffende kandidaat goudkleurig op. Als er in de laatste aflevering nog maar twee kandidaten over zijn, wordt het finaleduel gespeeld. Bij dit laatste duel zijn alle kandidaten die afgevallen waren weer aanwezig. In seizoen 2 koos hierbij degene met het grootste vak op de vloer in wiens categorie dit beslissende duel werd gespeeld. Vanaf seizoen 3 wordt in de finale in de categorieën van beide overgebleven kandidaten een duel gespeeld, waarbij degene met het grootste vak bepaalt in welke categorie het eerste duel wordt gespeeld. Degene die beide duels wint is de winnaar. Indien beide kandidaten een duel winnen wordt een beslissingsduel gespeeld.
In seizoen 4 werd in aflevering 5 een bonusduel gespeeld. Dit was een extra duel dat gespeeld werd tussen de twee spelers die tot dan toe de meeste duels hadden gewonnen. Carlo bepaalde de categorie waarin dit duel gespeeld werd. Degene die het duel won, kreeg € 25.000,-. Ook werd dit seizoen de keuze voor een "Category swap" geïntroduceerd voor spelers die drie duels achter elkaar winnen. Hiermee kan van categorie worden gewisseld met met een speler die niet meer op zijn originele categorie staat. Dit is bijvoorbeeld handig als een deelnemer een categorie heeft die hem/haar niet bevalt. 
Die winnaar wint 100.000 euro. Tussendoor wordt er iedere aflevering een prijs weggegeven aan de kandidaat die op dat moment het grootste vak op "de vloer" heeft. Die prijs was t/m aflevering 4 5.000 euro en daarna (in seizoen 1 en 3) 10.000 euro. In seizoen 2 werd dat vanaf aflevering 5 7.500 euro. Als meerdere kandidaten een even groot vak hebben wordt het bedrag gedeeld.
In het derde seizoen kan de kijker na elke aflevering een duel spelen tegen de winnaar van de aflevering en zo kans maken op € 10.000,-. Hiervoor moet de kijker via een speciale site vijf vragen beantwoorden.

## Seizoensoverzicht
| Seizoen | Uitzendtijden               | Winnaar         | Aantal afleveringen | Start seizoen   | Start seizoen | Einde seizoen    | Einde seizoen | Gemiddelde kijkcijfers |
| Seizoen | Uitzendtijden               | Winnaar         | Aantal afleveringen | Datum           | Kijkcijfers   | Datum            | Kijkcijfers   | Gemiddelde kijkcijfers |
| ------- | --------------------------- | --------------- | ------------------- | --------------- | ------------- | ---------------- | ------------- | ---------------------- |
| 1       | Zondag 20:00 – 21:30 uur    | Robin           | 8                   | 8 januari 2023  | 816.000       | 26 februari 2023 | 1.177.000     | 960.125                |
| 2       | Zondag 20:00 – 21:30 uur    | Rachel          | 9                   | 7 januari 2024  | 1.002.000     | 3 maart 2024     | 1.051.000     | 964.778                |
| 3       | Zaterdag 20:00 – 21:30 uur  | Hilde           | 8                   | 11 januari 2025 | 1.055.000     | 1 maart 2025     | 1.033.000     | 983.875                |
| VIPS    | Zaterdag 20:00 – 21:30 uur  | Thomas van Luyn | 1                   | 8 maart 2025    | 1.039.000     | n.v.t.           | n.v.t.        | 1.039.000              |
| 4       | Donderdag 20:30 - 22:00 uur | Lars            | 8                   | 22 mei 2025     | 744.000       | 10 juli 2025     | 914.000       | 734.625                |

## Achtergrond
Het programma wordt geproduceerd door Talpa Studios voor RTL 4 en is het eerste nieuwe programma dat door het bedrijf verkocht werd aan RTL 4 in plaats van aan SBS6. De eerste aflevering van het programma werd uitgezonden op zondagavond 8 januari 2023 en werd bekeken door 816.000 kijkers; daarmee was het het negende best bekeken programma van die dag. Doordat het seizoen relatief goede kijkcijfers had en zelfs een aantal keer over de miljoengrens heen ging werd het programma verlengd met een tweede seizoen; dit ging op 7 januari 2024 van start. Bij dit tweede seizoen werden diverse kleine wijzigingen aan het format gedaan; zo werden er meerdere soorten vragen toegevoegd in plaats van alleen de foto-vragen.
In 2025 werden twee seizoenen kort na elkaar uitgezonden, niet alleen het derde, maar ook het vierde seizoen werd dat jaar uitgezonden. Het derde seizoen startte op 11 januari 2025 en werd niet op zondagavond, maar op zaterdagavond uitgezonden. De negende aflevering die op 8 maart werd uitgezonden was een VIPS-editie met bekende Nederlanders. Hierin speelden twaalf BN'ers tegen elkaar voor goede doelen, waarbij iedere BN'er sowieso 500 euro kreeg, maar anders per gewonnen duel 1000 euro. De winnaar verdiende daarbovenop nog eens 10.000 euro. In de finale werd best out of three gespeeld: beide overgebleven categorieën en indien nodig nog een allesbeslissend duel. In maart 2025 werd bekend dat Carlo Boszhard Da Graça vervangt als presentator in het vierde seizoen, dat startte op 22 mei 2025, twee maanden na het derde seizoen. Dit seizoen wordt niet in het weekend, maar op de donderdagavond uitgezonden.

### Internationaal
Tijdens het uitzenden van het eerste seizoen, in februari 2023, werd het format al verkocht aan Frankrijk. In de zomer van 2023 werd het format ook doorverkocht aan Roemenië, Spanje, Duitsland, Italië en de Verenigde Staten.
In oktober 2023 ging Talpa Studios met de Oekraïense televisiezender Novy Channel een samenwerking aan om samen een Oekraïense editie van The Floor te produceren, dit om de kijkers in Oekraïne tijdelijke afleiding te bieden van de oorlog in hun thuisland. Deze editie werd in de Nederlandse studio opgenomen met Oekraïense deelnemers die merendeel naar Nederland zijn gevlucht en ging in het voorjaar van 2024 van start.
In het voorjaar van 2024 kocht ook VTM het format voor de Vlaamse markt. Het programma wordt daar geproduceerd door DOK1 Media en het eerste seizoen is in augustus 2024 opgenomen in Studio 24 in het Hilversumse Media Park met Bruno Wyndaele als presentator. Dit seizoen werd vanaf 5 oktober 2024 uitgezonden op VTM.